# Loek Hermans
Louis Marie Lucien Henri Alphonse (Loek) Hermans (Heerlen, 23 april 1951) is een Nederlands voormalig politicus voor de Volkspartij voor Vrijheid en Democratie (VVD) en bestuurder. Hij was minister van Onderwijs, Cultuur en Wetenschap in het kabinet-Kok II, lid van de Eerste- en Tweede Kamer der Staten-Generaal, burgemeester van Zwolle en commissaris van de Koningin in Friesland.

## Loopbaan

### Jeugd en studie
Hermans werd geboren in een rooms-katholiek gezin, volgde de hbs te Kerkrade en studeerde van 1969 tot 1976 bestuurskunde aan de Katholieke Universiteit Nijmegen. Hermans was lid van studentenvereniging Carolus Magnus. Hierna was hij van 1 augustus 1972 tot 1976 leraar maatschappijleer en bestuurskunde aan de Bestuursschool in Gelderland. In 1969 werd Hermans lid van de VVD. Hij vervulde diverse functies in de JOVD, de jongerenorganisatie van de VVD.

### Politieke loopbaan
Van 3 september 1974 tot 5 september 1978 was Hermans lid van de gemeenteraad van Nijmegen. Bij de Tweede Kamerverkiezingen 1977 werd hij gekozen in het parlement en op 8 juni 1977 werd hij beëdigd als lid. Hermans werd in 1986 door Joris Voorhoeve verslagen in een strijd om het fractievoorzitterschap. Hij leidde in 1987 en 1988 de Parlementaire enquête naar de Paspoortaffaire. Van september 1988 tot september 1990 was hij vicevoorzitter van de VVD-fractie.
Hermans verliet op 23 september 1990 de Tweede Kamer en werd al op 16 september dat jaar burgemeester van Zwolle, een functie die hij aanhield tot 25 april 1994. Van 25 april 1994 tot 3 augustus 1998 was hij Commissaris van de Koningin van Friesland. In 1995 leidde hij de naar hem genoemde commissie om de voors en tegens van de Betuweroute af te wegen: de commissie concludeerde dat het kabinet-Lubbers III een goed besluit had genomen en adviseerde het zittende kabinet-Kok I om de route volgens plan uit te voeren.
Op 3 augustus 1998 werd Hermans minister van Onderwijs, Cultuur en Wetenschap in het kabinet-Kok II. Hij voerde tijdens zijn bewind de bachelor-masterstructuur in. Ook pleitte hij voor fusies en verdere deregulering in het onderwijs. Vooral HBO-instellingen vatten zijn aansporingen op als carte blanche om zich als commerciële ondernemingen te gaan gedragen en allerlei semi-publieke financieringsconstructies te bedenken. De kwestie ontplofte nog tijdens zijn ministerschap, toen in 2001 de Hbo-fraude aan het licht kwam die leidde tot een parlementair onderzoek.

Op Hermans' verzoek verrichtte een commissie onder leiding van Herman Wijffels een onderzoek naar de Kennisinfrastructuur Genomics. Als minister van OC&W nam Hermans in 2002 het eerste exemplaar van het NIOD-rapport naar de Val van Srebrenica in ontvangst.
Na de Tweede Kamerverkiezingen 2002 was hij van 23 mei 2002 tot 25 juli 2002 opnieuw lid van de Tweede Kamer. Na de vorming van het kabinet-Balkenende I op 22 juli 2002 besloot hij onverwacht uit de landelijke politiek te stappen en zijn Kamerzetel op te geven.

### Bestuurlijke loopbaan

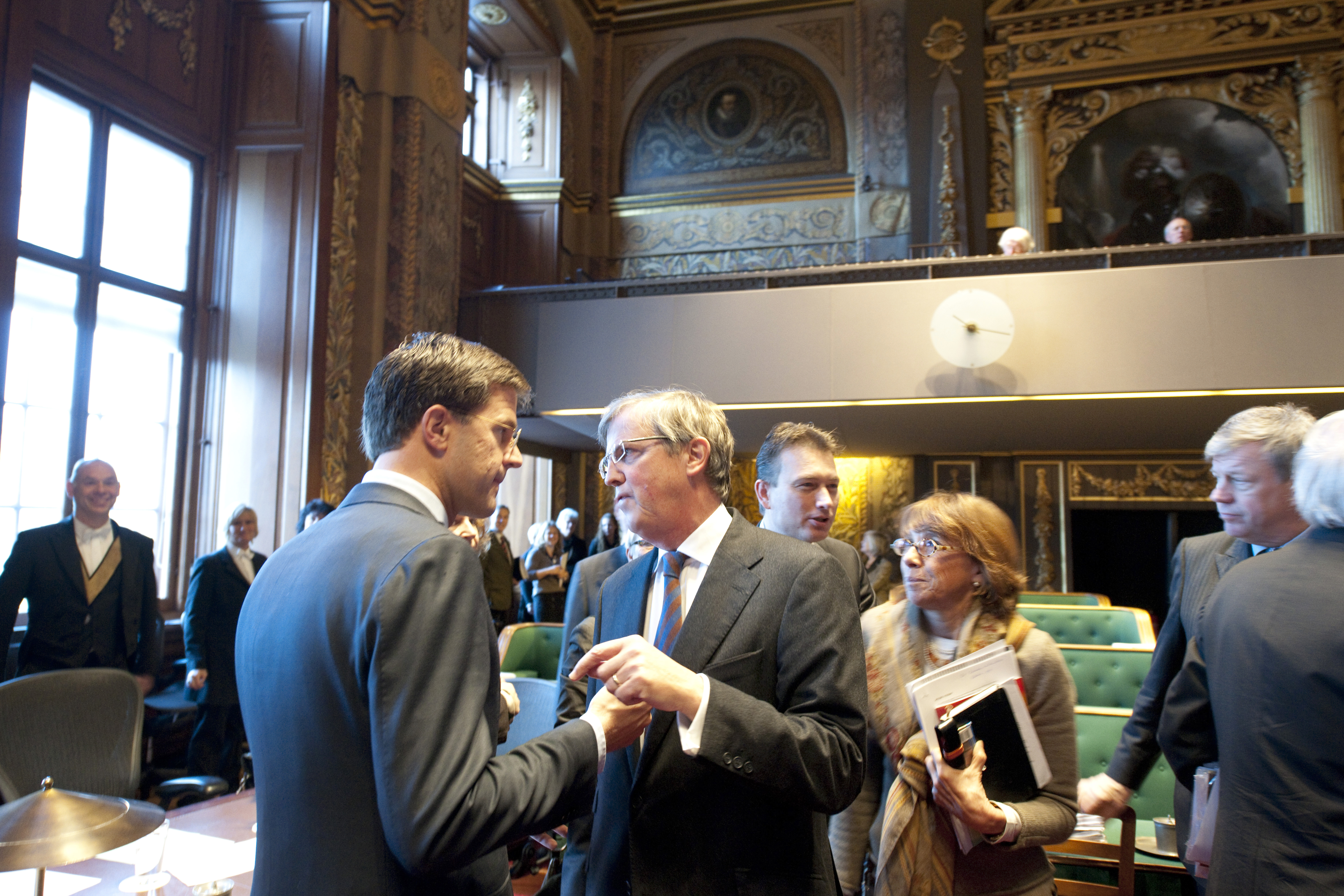
Hermans in de Eerste Kamer, in gesprek met links van hem de nieuwe minister-president Mark Rutte (2010)

Van 1 juli 2003 tot 9 februari 2011 was Hermans voorzitter van MKB-Nederland. Daarnaast was hij onder andere commissaris bij voetbalclub sc Heerenveen, lid van de Heeren Zeventien en lid van de Raad van Toezicht van het Nederlands Bureau voor Toerisme & Congressen (NBTC). Hij is voorzitter van de Raad van Toezicht van Care Nederland en van de Stichting Katholieke Universiteit Nijmegen. Sinds december 2002 is Hermans voorzitter van het Nederlands Uitgeversverbond, sinds februari 2011 van Greenport Holland en sinds maart 2011 voorzitter van Adfiz, branchevereniging voor financieel intermediair. Vanaf 2006 tot 2011 was Hermans voorzitter van de Raad van Toezicht van het Centraal Orgaan opvang asielzoekers (COA).
Op 12 juni 2007 werd Hermans lid van de Eerste Kamer der Staten-Generaal en in 2009 voorzitter van de raad van toezicht van de publieke omroep WNL. Vanaf 22 februari 2011 was hij voorzitter van de VVD-fractie in de senaat en bij de Eerste Kamerverkiezingen 2011 was hij lijsttrekker namens zijn partij. Opvallend stemgedrag van Loek Hermans was dat hij in 2008 als enige van zijn fractie vóór het (verworpen) wetsvoorstel Aanbestedingswet stemde.